# 1304

## Родени
- 20 юли – Франческо Петрарка, италиански поет

## Починали
- Андрей III, велик княз на Владимирско-Суздалското княжество